# Casa Casimir Rull
La casa Casimir Rull és un edifici situat al carrer de Lledó, 13 de Barcelona, catalogat com a bé cultural d'interès local, tot i que la fitxa li atribueix erròniament la denominació casa Manuel de Figuerola, corresponent a l'edifici veí del núm. 15. Pertany al conjunt especial de la muralla romana i embolcalla les torres números 30 i 31.

## Història
A mitjans del segle xvii, la finca pertanyia al mercader Bernat Corts i Pineda, natural de Sarrià. El 8 de novembre del 1657, trobant-se malalt, va atorgar testament, disposant el seu enterrament a l'església dels Sants Just i Pastor i nomenant hereu universal el seu fill Bernat Corts i Claresvalls, de tan sols quatre anys d'edat. Aquest es va casar amb Manuela de Balaguer i Bertran i foren pares d'una única filla, Maria Antònia Corts i de Balaguer, que professà al monestir de les Jerònimes, al que instituí com a hereu.

Arran de la desamortització de Madoz (1855), la finca va passar a mans de l'Estat, i el 1870, fou adquirida en subhasta pública pel vidrier i llauner Casimir Rull i Blasi, que l'any següent va fer-la enderrocar i construir de nou, segons el projecte de Josep Rosés. Les obres foren realitzades pel paleta Sangenís, el serraller Joan Amigó, el pintor Miquel Cortada i el vidrier i llauner Joaquim Marsillach, que el 1873 atorgaren una carta de pagament per 16.500 duros. L'edifici antic tenia un pati renaixentista, dibuixat per Maurici Vilumara abans de l'enderrocament i reaprofitat en part a l'edifici nou: «[…] nos place ahora consignar que la laudable conducta del Sr. Altimira, que restaura la casa del Arcediano, ha sido imitada por la persona que ha comprado la casa que fué de las monjas jerónimas, sita en la calle de Lladó, la cual tiene un patio del primer tercio del siglo XVI, [...]. Al efecto, ha derribado tabiques y accesorios con que se había hecho perder al patio su primitiva belleza y ha dispuesto que se efectúe su restauracion con el cuidado que se merece.» Segons l'historiador de l'art Frederic Pau Verrié, és possible que fos la residència del poeta Joan Boscà i Almogàver (1490-1542), heretada de la seva família paterna i on visqué fins al 1536, quan es traslladà a la casa de la seva dona Anna Girón de Rebolledo al carrer del Regomir.

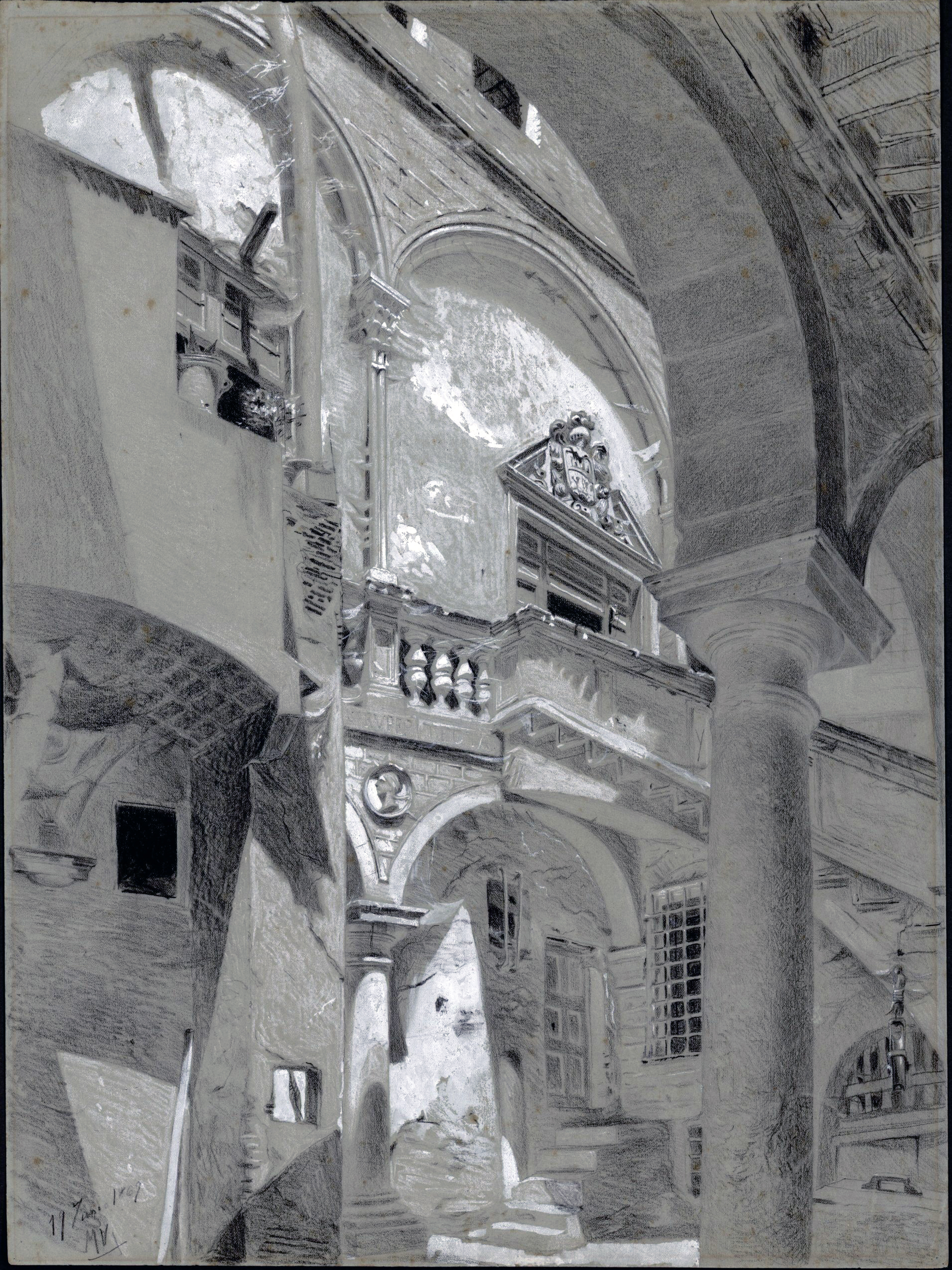
El pati renaixentista en un dibuix de Maurici Vilumara (1869)

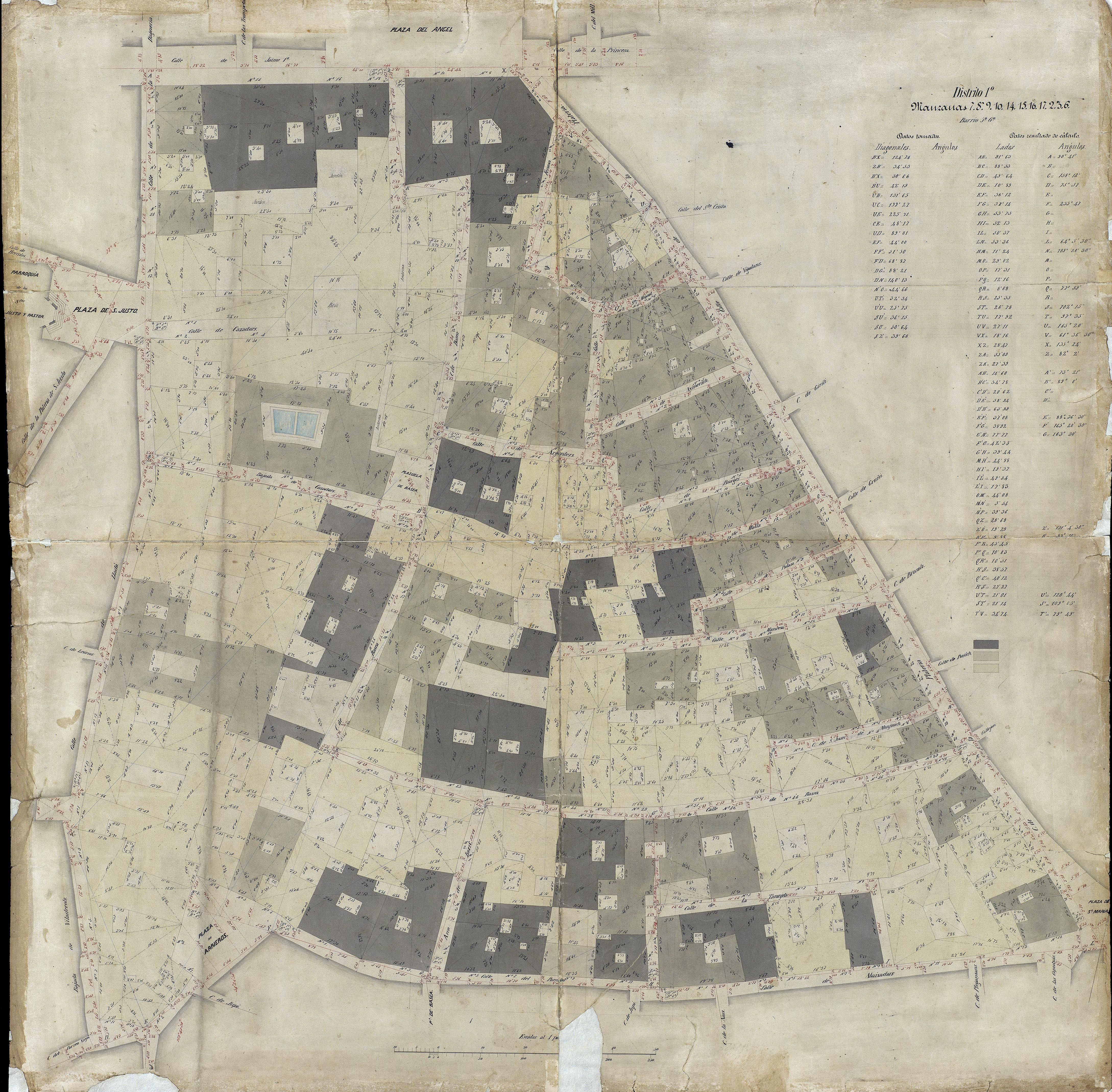
Quarteró núm. 16 de Garriga i Roca (c. 1860)

El 1842, el pare de Casimir, el llauner Jeroni Rull i Bartomeu, era instal·lat al carrer d'Avinyó, 11 (antic 26), i posteriorment va obrir un magatzem de vidres plans a la Baixada de Viladecols, 3. Ara, el nou magatzem, instal·lat als baixos, incorporava la secció de metalls. Casat amb Gaietana Vínzia i Falciola, filla de Josep Vínzia i Punti i de Lluïsa Falciola i Badanelli, Casimir Rull va morir el 1910 i fou succeït pel seu fill Lluís Rull i Vínzia (†1937), que el 1921 hi va afegir la secció de pisa sanitària. El 1926, va sol·licitar l'adquisició de la finca del carrer de Basea, 32 (actualment Sotstinent Navarro, 22-24) per a ampliar-hi el magatzem, construint-hi unes escales de comunicació amb la del carrer de Lledó. El 1953, el seu nebot Casimir Rull i Raspall va encarregar a l'arquitecte August Miret la construcció d'un edifici d'oficines al solar d'aquesta darrera, enderrocada el 1958.
El 1965, la Caixa de Barcelona va llogar la planta baixa a una fusteria, substituïda el 1977 per un casal d'avis de la mateixa entitat, que hi romangué fins al 2008 i va aprofitar l'antiga escala de comunicació com a sortida d'emergència en cas d'incendi.

## Descripció
És un edifici de planta baixa, quatre pisos i golfes, amb tres obertures per planta. A la planta baixa les portes són d'arc escarser i el parament dibuixa línies horitzontals i ressegueix la línia de les dovelles. Als pisos superiors s'obren balcons individuals amb la barana de ferro forjat i les llosanes recolzades sobre mènsules. Les obertures són allindades i estan emmarcades per una motllura que imita carreus. Una motllura separa les golfes on hi ha petites finestres rectangulars, i una cornisa corona la façana.
El parament és llis, amb l'única decoració de dos medallons de marbre (reaprofitats dels carcanyols dels arcs de l'antic pati renaixentista) entre els balcons del primer pis, amb un bust femení i l'altre masculí d'inspiració clàssica. El de l'esquerra, que mira cap a la dreta, té les inicials FO (Fortitudo) i, a sota, la inscripció F]ORTIS ILLLE EST QV[I / P]OTEST ESSE MISERI. El de la dreta, que mira cap a l'esquerra, té les inicials SA (Sapientia) i, a sota, la inscripció VIR SAPIENS IS MAXI(M)E FELIX.
A la planta baixa es conserven tres arcs de mig punt sobre columnes toscanes, i en uns dels carcanyols hi ha un medalló similar als de la façana, amb una figura femenina que mira cap a l'esquerra amb les inicials LI (Libertas) i, a sota, la inscripció Q]VOD OPVS EST VTRAQ[VE / AN VSQ(V)E ERAS VLTR[A.